# في بي 8
صيغة لضغط الفيديو تم إطلاقها من قبل جوجل وتم تكوينها في مؤسسة On2 Technologies في بداية 2010. وقد جعلت جوجل libvpx المصدر الخاص بـفي بي 8 مصدرا مفتوحا أي يمكن تطويره من قبل أي جهة.

## التاريخ
بدأ العمل على تطوير الضاغط منذ سبتمبر 13 في 2008 لإستبدال في بي 7. جوجل قامت بضم أو 2 في 2010. وقد كان هناك نداءات من قبل مؤسسة البرمجيات الحرة لإستبدال ادوبي فلاش بلير وأتش 264 في يوتيوب بمزيج من اتش تي ام ال 5 وفي بي 8.
الموضوع الإنكليزي